# Ennemis comme avant
Pour plus de détails, voir Fiche technique et Distribution.
Ennemis comme avant (The Sunshine Boys) est un film américain réalisé par Herbert Ross, adapté de la pièce homonyme de Neil Simon et sorti en 1975.

## Synopsis
Al Lewis et Willy Clark sont deux comédiens âgés qui formaient autrefois un groupe de comédie populaire de vaudeville américain connu sous le nom de "Lewis et Clark" et également appelé les Sunshine Boys. Après 47 ans de vie commune, ils se sont séparés il y a 11 ans en termes inamicaux et ne se sont pas reparlés depuis. La rupture est due, en partie, à l'intention d'Al de prendre sa retraite et au désir de Willy de continuer à se produire. Le neveu de Willy, Ben, un agent artistique, tente de trouver du travail pour Willy, ce qui s'avère difficile en raison de l'âge de Willy et de son tempérament fanfaron.
Lorsqu'une des grandes chaînes décide de diffuser une émission sur l'histoire de la comédie et souhaite que les Sunshine Boys se réunissent pour l'émission, Ben tente d'obtenir la coopération du duo une dernière fois. Ben essaie de gérer les bizarreries individuelles de deux vieux hommes au crépuscule de leur vie, notamment en omettant les injures et les insultes que chacun a utilisées pour parler de l'autre avec lui. Il présente diplomatiquement chacun d'eux comme impatient de faire le "Doctor Sketch" pour une émission spéciale d'ABC afin de donner l'impression d'une harmonie.
Une tentative de répétition du sketch commence dans l'appartement de Willy et les deux anciens amis se rapprochent mais ne va pas plus loin que l'entrée d'Al dans le bureau du docteur qu'intérpète Willy, avant que ce dernier ne décide de remplacer le traditionnel "Entrez" par "Entrez !". Il en résulte une violente dispute et le départ houleux d'Al. Ben doit se rattraper et sauver la situation, malgré les objections de la fille d'Al, qui ne veut plus que son père soit dérangé par l'émission et parvient à les faire entrer dans le studio. Dans la loge, ils ne se parlent pas en tant que personnes, tout comme l'année précédente où ils ont fait leurs sketches. Il y a des désagréments lorsque Willy jette négligemment des pots de maquillage sur Al, suivis par les problèmes habituels de Willy avec les portes, dans la loge.
Après que Phyllis Diller a terminé sa scène et que Steve Allen a prononcé son introduction, le sketch du docteur commence. Il se déroule sans accroc jusqu'à ce que Willy se mette à hurler parce qu'Al lui a craché dessus et l'a frappé à la poitrine. Malgré les efforts de Ben et de l'équipe pour rétablir l'ordre, Willy finit par quitter le plateau en criant des accusations et des injures, et Al s'en va également (trouvant impossible de travailler avec cet homme). Dans la cage d'escalier, la crise de colère de Willy se solde par une grave crise cardiaque. Willy se rétablit, d'abord à l'hôpital, puis à la maison avec une infirmière privée, avec laquelle il se dispute. Ben lui rend visite et lui dit qu'il doit prendre sa retraite maintenant. Il a en tête une maison de retraite pour acteurs. Al va également s'installer dans la même maison de retraite, car sa fille va avoir un bébé, et elle aura besoin de sa chambre. 
Les deux hommes se retrouvent à l'appartement de Willy pour tenter d'établir enfin une amitié.

## Fiche technique
- Titre original : The Sunshine Boys
- Titre français : Ennemis comme avant
- Réalisation : Herbert Ross
- Scénario : Neil Simon d'après sa pièce
- Décors : Albert Brenner & Marvin March
- Photographie : David M. Walsh
- Montage : John F. Burnett
- Costumes : Patricia Norris
- Production : Roger M. Rothstein & Ray Stark
- Sociétés de production et de distribution : Metro-Goldwyn-Mayer
- Pays : États-Unis
- Langue : anglais
- Format : Couleur - Mono - 35 mm - 1.85:1
- Genre : Comédie
- Durée : 111 minutes
- Dates de sortie :
  - États-Unis : 6 novembre 1975
  - France : 5 janvier 1977

## Distribution
- Walter Matthau (VF : André Valmy) : Willy Clark
- George Burns (VF : Henri Labussière) : Al Lewis
- Richard Benjamin (VF : Philippe Ogouz) : Ben Clark
- Jennifer Lee : Helen Clark
- Carol Arthur (VF : Perrette Pradier) : Doris Green
- Rosetta LeNoire : Odessa
- Lee Meredith : Miss McIntosh
- Howard Hesseman (VF : Jacques Deschamps (acteur)) : M. Walsh
- James Cranna (VF : Roger Lumont) : M. Schaeffer
- Ron Rifkin : le superviseur du plateau
- Santos Morales (VF : Serge Lhorca) : le réceptionniste
- F. Murray Abraham (VF : Paul Bisciglia) : le mécanicien
- Archie Hahn (VF : Marc de Georgi) : l'assistant de Walsh
- Dan Resin (VF : Jacques Ciron) : M. Ferranti

## Distinctions
- Oscars 1976 : Meilleur acteur dans un second rôle pour George Burns